# 지속
지속 (持續, 불: 프랑스어: duree)은 일반적으로, 계속 길게 유지하는 것, 길게 계속되고 있는 것을 의미한다. 또, 베르그송 철학의 주요 개념의 하나이며, 끊임 없는 의식의 흐름을 의미한다.

## 순수 지속과 진정한 시간
예를 들어, 음악의 선율에 맡긴 의식 내용은 그것을 역방향으로 하거나 끊을 수 없다. 이와 같이 개념이나 말로부터 멀어져 반성에 전념하면, 거기에 의식의 직접 여건으로서 하나의 흐름을 느낀다. 그 흐름은 계량 불가능성, 불가역성, 연속성, 이종 혼합성을 특징으로 하고 있어, 멈추지 않는 자발, 능동에 의하는 것이다. 이것을 베르그송은 '순수 지속'이라고 불렀다.
이 순수 지속은 공간적으로 표현할 수 있는 것은 아니다. 그런 것도, 공간화는 수학적인 추상이며, 측정 가능, 가역적, 균질적, 수동적인 것이 되고, 그것은 이미 흐름의 연속이 아니고, 점의 계기가 되어 버리기 때문이다. 따라서, 고전물 이학의 (선형적) 시간은, 진정한 시간은 아니다. 따라서, 진정한 실재 인식은 (물론 칸트가 말하는 감성적 직관이나 오성에 의해서가 아니라) 초지성적인 직관에 의해서 가능해진다.

## 지속과 자유
베르그송에 의하면, 이 순수 지속이 자유의 원천이다. 통상, 자유라고 하면, 선택의 자유를 의미한다. 예를 들어, 하나의 길로 나아가고 있으면, 그 앞이 두 개로 분기하고 있다. 그 분기점에서, 어느 쪽의 길을 진행할까 자신의 의지에 근거해 선택할 수 있다. 거기에 자유가 있다고 여겨진다. 그러나, 베르그송에게는 그러한 분기로를 떠올리는 것 자체가, 공간화 된 시간에 의한 발상이며, 생명의 자유로운 지속에 맞은 것은 아니다. 생명에게서의 미래라는 것은 분기로와 같이 미리 존재하는 것이 아니고, '현재'에 부단 한편 연속적으로 창조되는 것이기 때문이다. 따라서, 자유란 이 순수 지속에의 귀일이며, 그 발현으로서의 순수 자아에 의한 행위이다.
한 편, 물질계는 일순간 전의 과거를 타성적으로 반복하는 것 뿐으로, 즉 지속의 이완의 극이라고 한다. 물질은 '스스로를 파괴하는' 것에 비해, 생명은 '스스로를 형성한다'. 즉, 생명에는 '물질이 내려 가는 비탈을 오르려는 노력'을 볼 수 있다. 우주의 만상은 이 지속의 여러 가지의 긴장에 의한 다양한 창조적 진화의 전개인 것이다. 그리고, 긴장의 극에 있는 것이, 에란 비타르 (생의 약동)이다.

## 같이 보기
- 엔트로피
- 실체
- 무의식

## 참고 문헌
- 앙리 베르그송 (나카무라 후미로 역) '시간과 자유'(이와나미 문고, 2001년)